# Huaco retrato moche

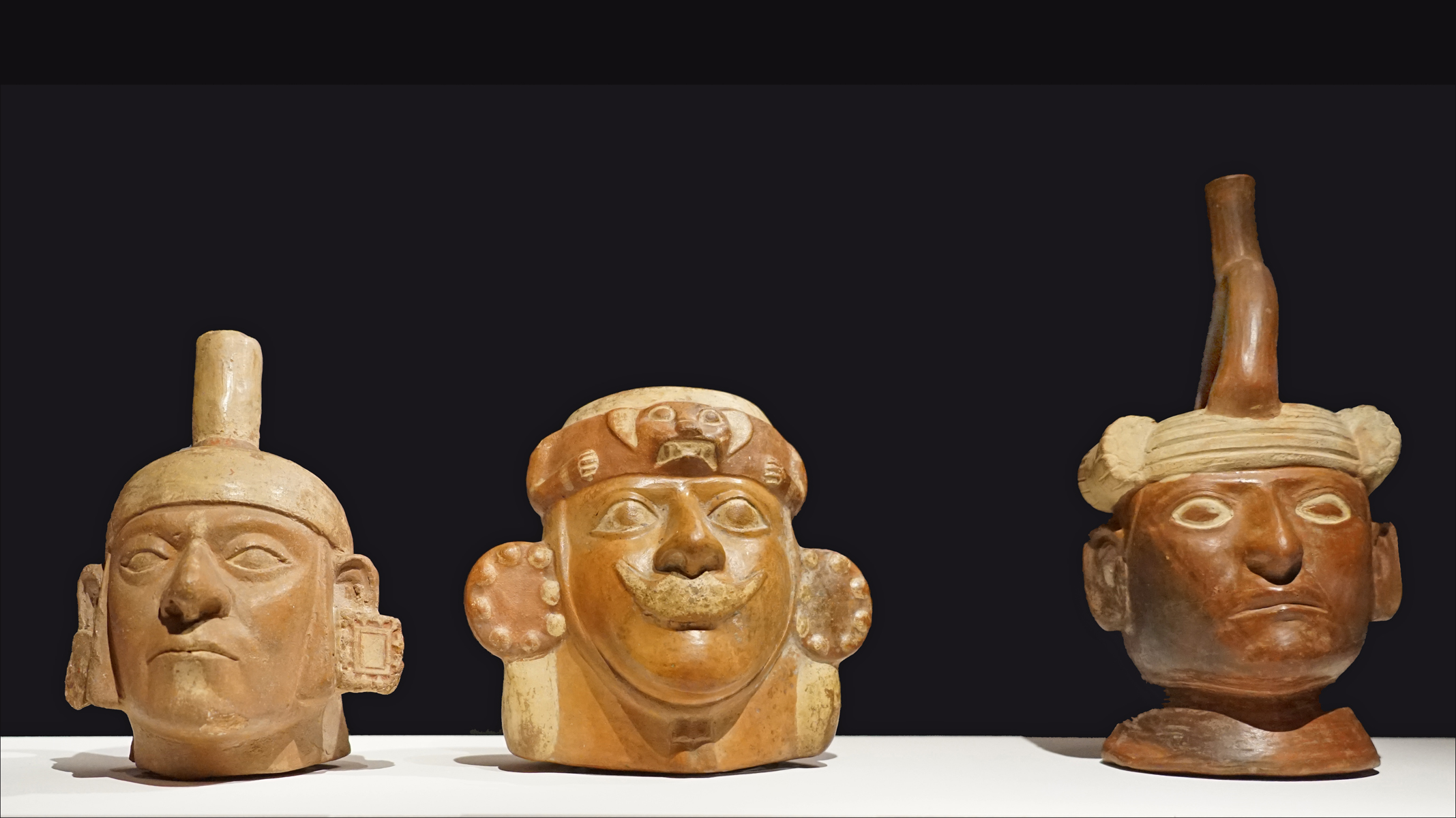
Huaco retratros mochicas, también denominados huaco-retratos, huacos retrato, vasijas retrato moche o botellas retrato, son las piezas cerámicas de la cultura moche más estudiadas por los arqueólogos, obteniendo un particular reconocimiento por su calidad y su importancia en el estudio de la sociedad moche, y donde los alfareros de esta cultura prehispánica lograron una gran maestría.

Un huaco retrato moche, también llamado cabeza retrato, huaco-retrato, vaso-retrato o botella retrato, es una vasija de cerámica del área andina, denominada huaco, con una representación altamente individualizada y naturalista de un rostro humano, que es representativa de la cultura mochica, cultura preincaica que se desarrolló entre los siglos II y VII d. C. en el valle del río Moche en la costa norte del Perú. Estas cerámicas de retratos son algunas de las pocas representaciones realistas de humanos que se encuentran en la América precolombina.
Los personajes representados podrían tratarse de figuras destacadas de la sociedad mochica. Antes de las investigaciones emprendidas por el arqueólogo alemán Max Uhle, se creía que estas cerámicas eran incaicas.

## Características

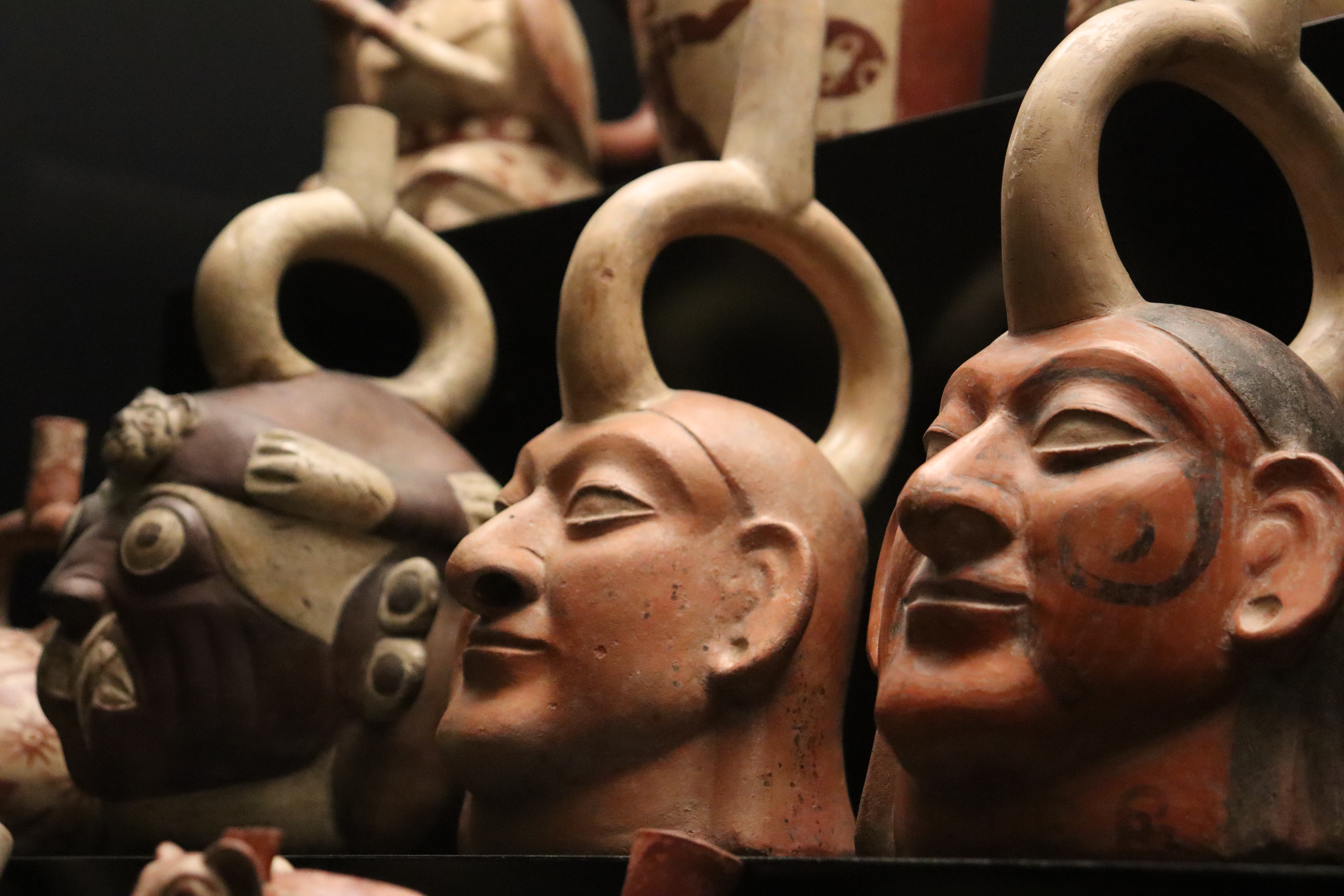
Huaco retratos moches exhibidos en el Museo de América de Madrid.

Los huaco retratos aparecieron desde el primer atisbo cultural moche; así estas formas cerámicas en su estadio primitivo no poseían singularidad en su factura, tan solo algunos detalles en el pintado o algún añadido las diferenciaban. Fueron perfeccionados alcanzando un alto grado de realismo y tuvieron su apogeo en el periodo fase III (o Moche III) del desarrollo cultural mochica, según la periodización de Rafael Larco Hoyle. Esta correspondería del 200 d. C. al 300 d. C.
Los vasos varían de 6 a 45 cm de altura, siendo la mayoría entre 15-30 cm. Los recipientes están provistos en su parte superior de un asa-estribo o de un pico ancho tipo jarra. Por lo general, la cerámica moche presenta un engobe rojo o marrón pintado sobre un fondo crema pálido; sin embargo, también se encuentra pintura blanca sobre rojo y negro. Los artesanos utilizaron arcilla ferrosa y arcilla blanca, con la que modelaban a partir de un molde con forma de cabeza.

### Uso de vasijas
Estas vasijas portátiles estaban destinados a contener líquidos, posiblemente chicha, una bebida ritual. En su mayoría han sido recuperados de tumbas, pero no por ser ajuares funerarios, ya que se estima que fueron utilizados durante la vida de las personas, como objetos utilitarios, como lo demuestran las marcas de desgaste y las reparaciones. Se debate acerca de su uso no doméstico y exclusivamente como piezas importantes dentro del ritual funerario, por lo que serían retratos de los difuntos o una tipología que simbolice el estatus social del inhumado. También se propuso que los huaco retratos representarían a un personaje único, el gobernante coyuntural del pueblo mochica, y que las diferencias mostrarían sus diferentes etapas vitales, pero se ha comprobado como una teoría errada.

### Tipologías
Existen huaco retratos con forma de cabeza humana, así como también los hay de auténticos retratos tridimensionales. Casi todos las representaciones son de hombres adultos. En algunos casos singulares existen huaco retratos de niños, pero no se han encontrado representaciones de mujeres adultas. Los retratos no están idealizados, algunas presentan anormalidades, como labios leporinos y personas tuertas. En algunos se puede apreciar pintura facial o tatuajes.
Los huaco retratos, según la representación, se pueden clasificar en:
- Escenas cotidianas
- Enfermedades
- Estados de ánimo

## Colecciones

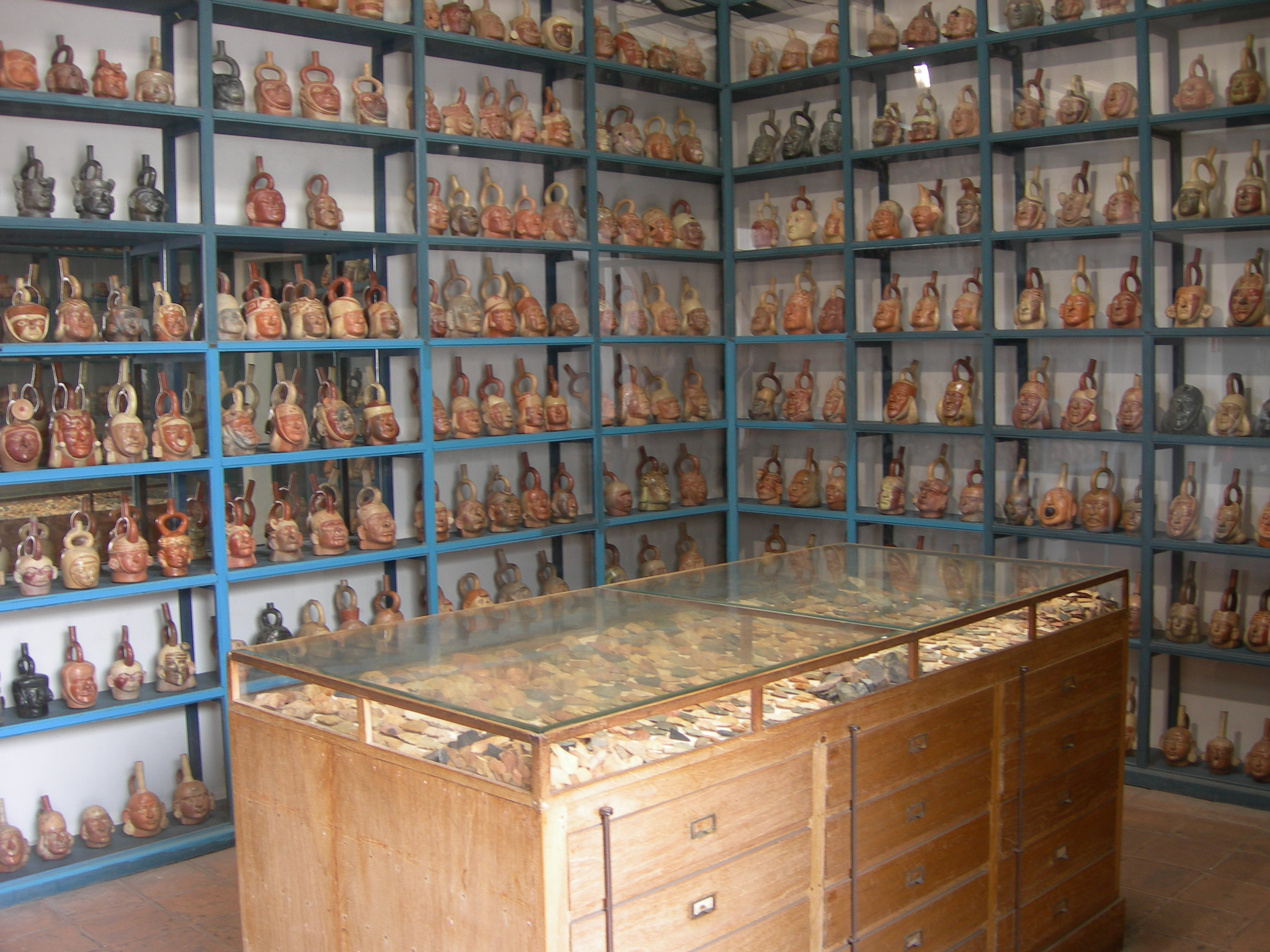
Decenas de huaco retratos en las vitrinas del depósito del Museo Larco (Lima - Perú).

Existen alrededor de 900 huaco retratos conservados en colecciones de museos e instituciones privadas alrededor del mundo. Se estima que el 95% de estos vasos de retratos fueron recolectados por huaqueros en lugar de arqueólogos, por lo que se desconoce la procedencia inicial de los vasos.

## Homenajes
Los huaco retratos son reconocidos como parte de la identidad y cultura muchik. Es por ello que reproducciones a gran escala, o monumentos, han sido colocados en diversas localidades de la región que pertenecía al territorio mochica, como una escultura giratoria en el óvalo La Marina del distrito de Moche, o el huaco retrato de la Plaza de armas de Sumanique.

## Galería

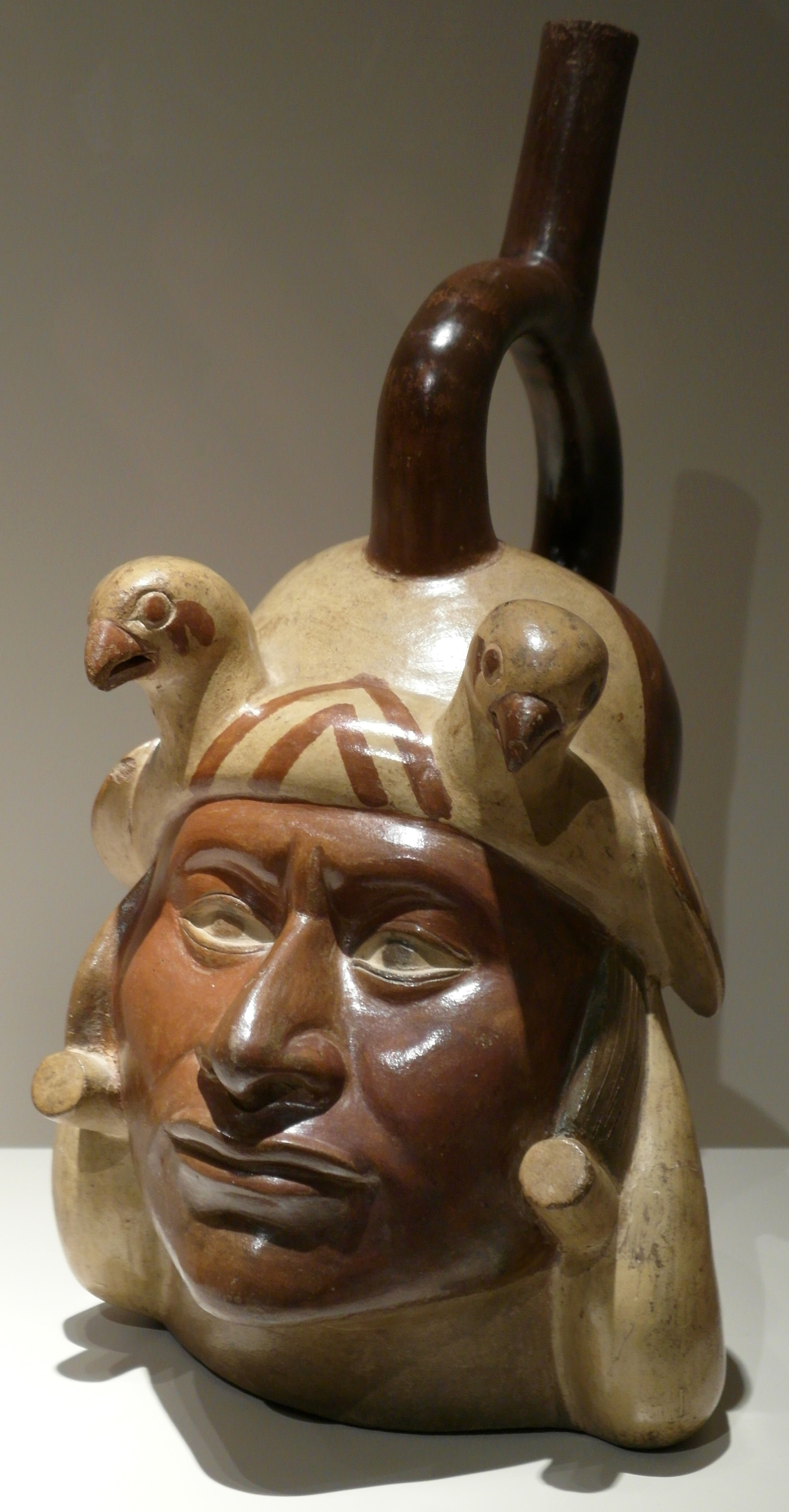
Cabeza de señor sacerdote Museo Larco ( Perú)
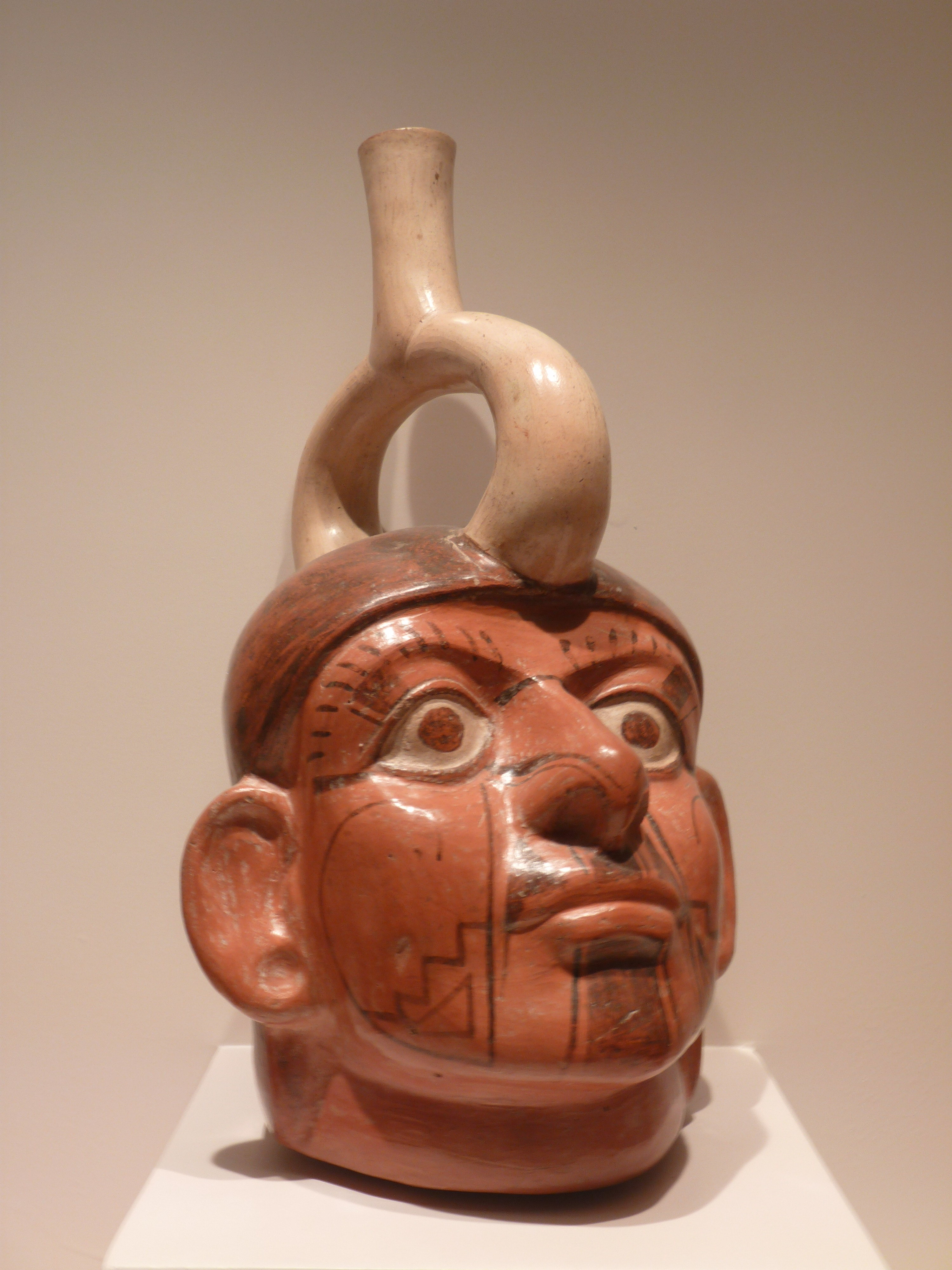
Museo de Arte Precolombino ( Perú)
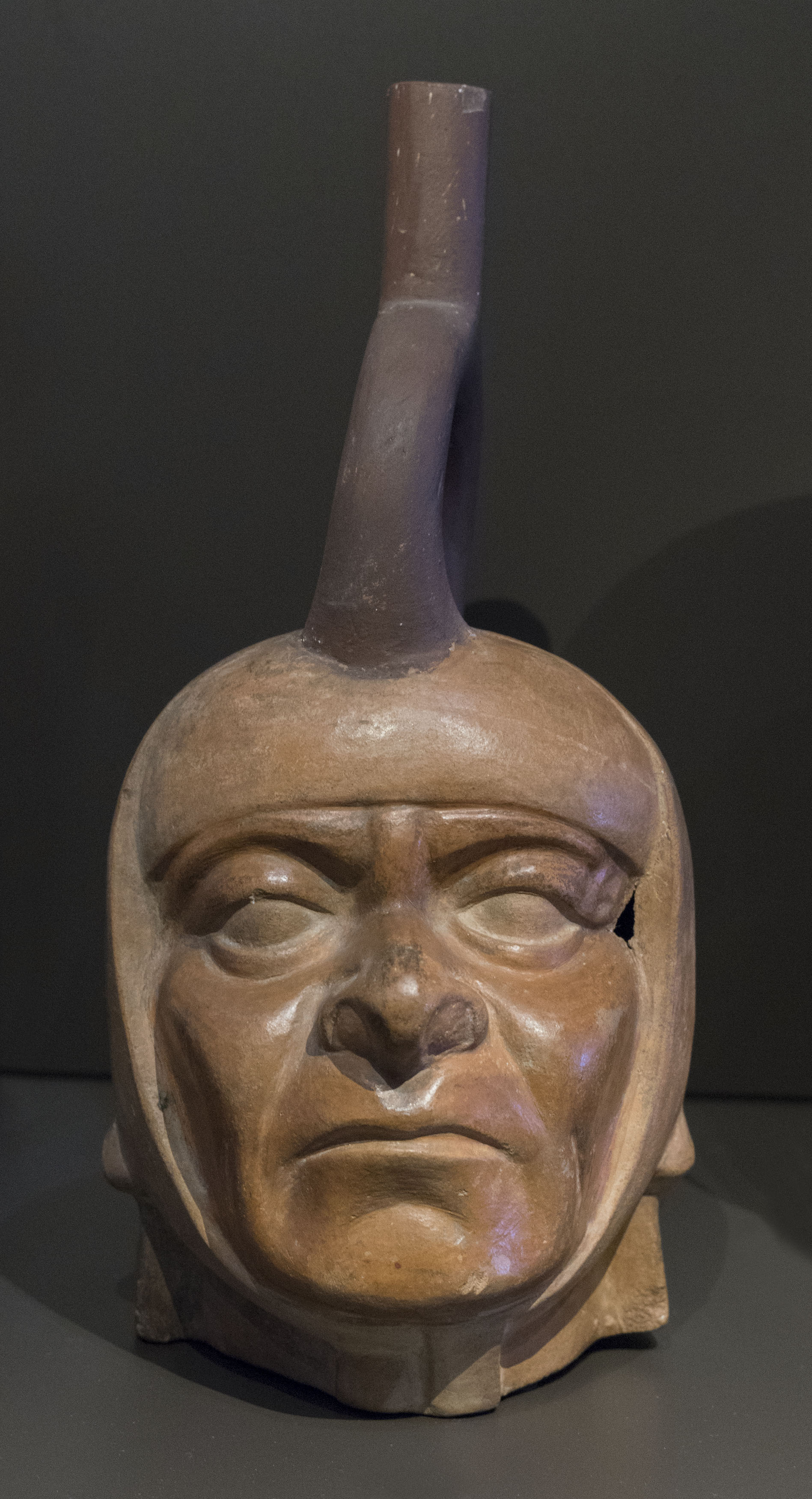
Museo Arqueológico Nacional (depósito del Museo de América) ( España)
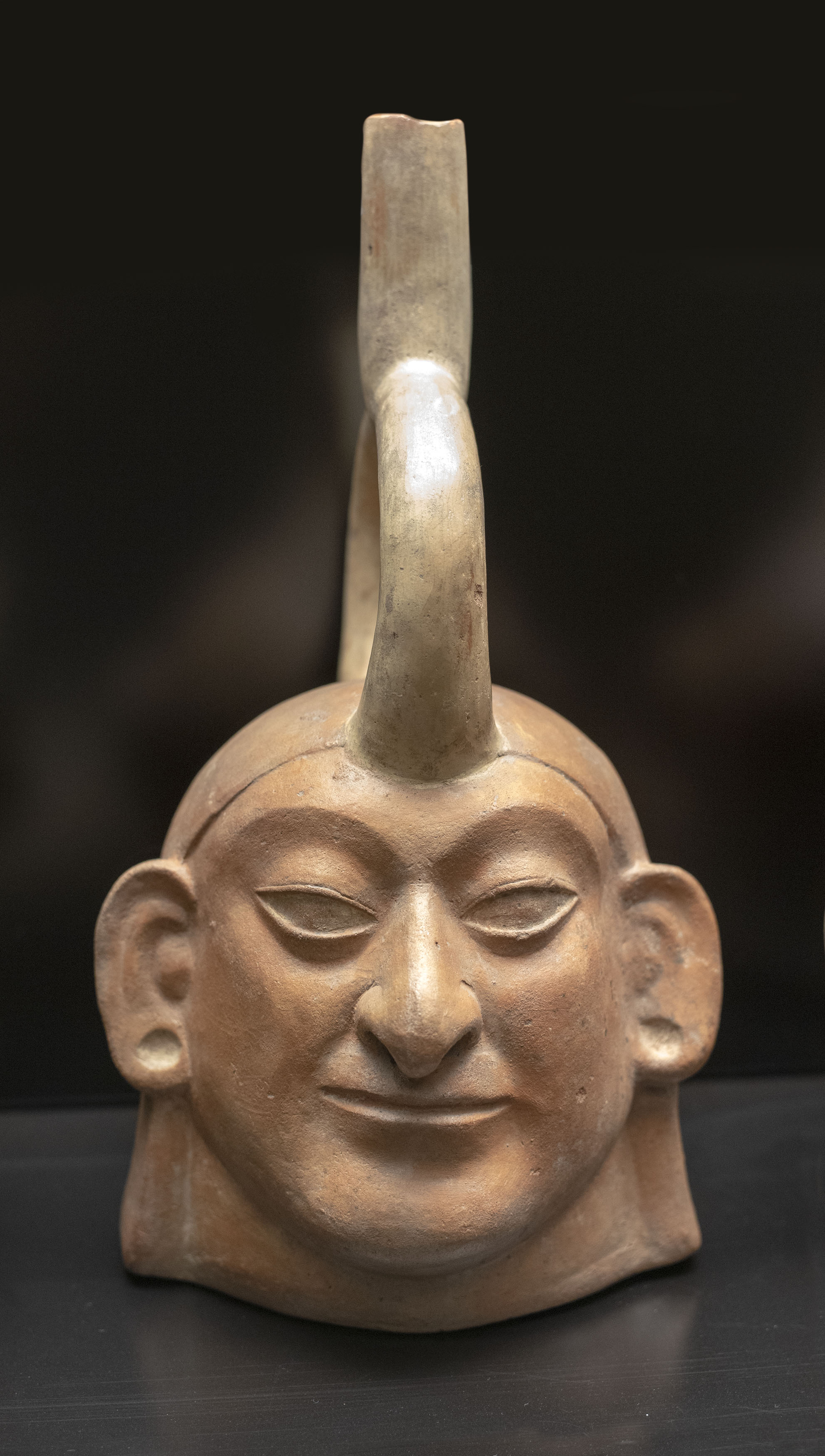
Museo de América ( España)
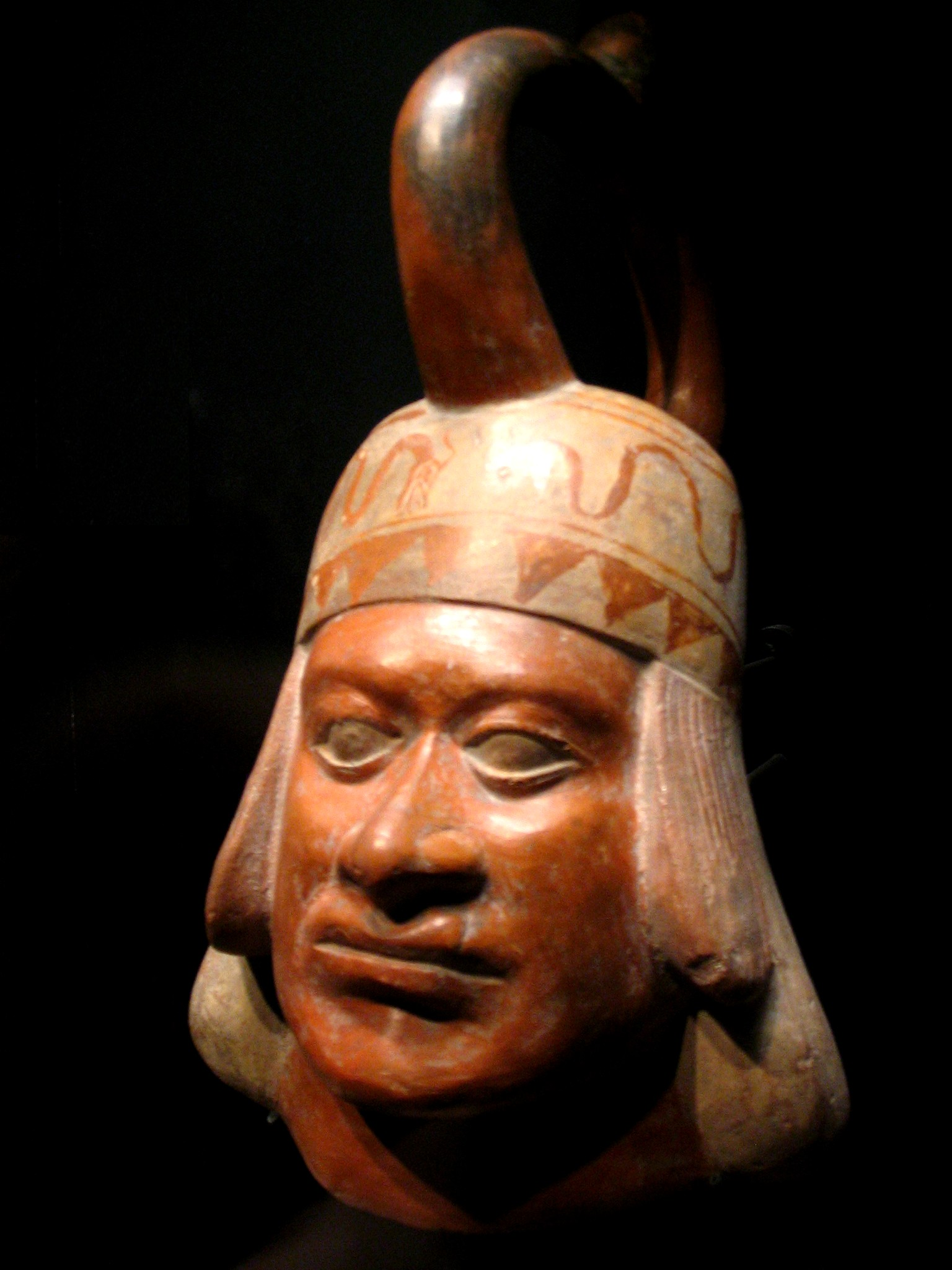
Museo del muelle Branly - Jacques Chirac ( Francia)
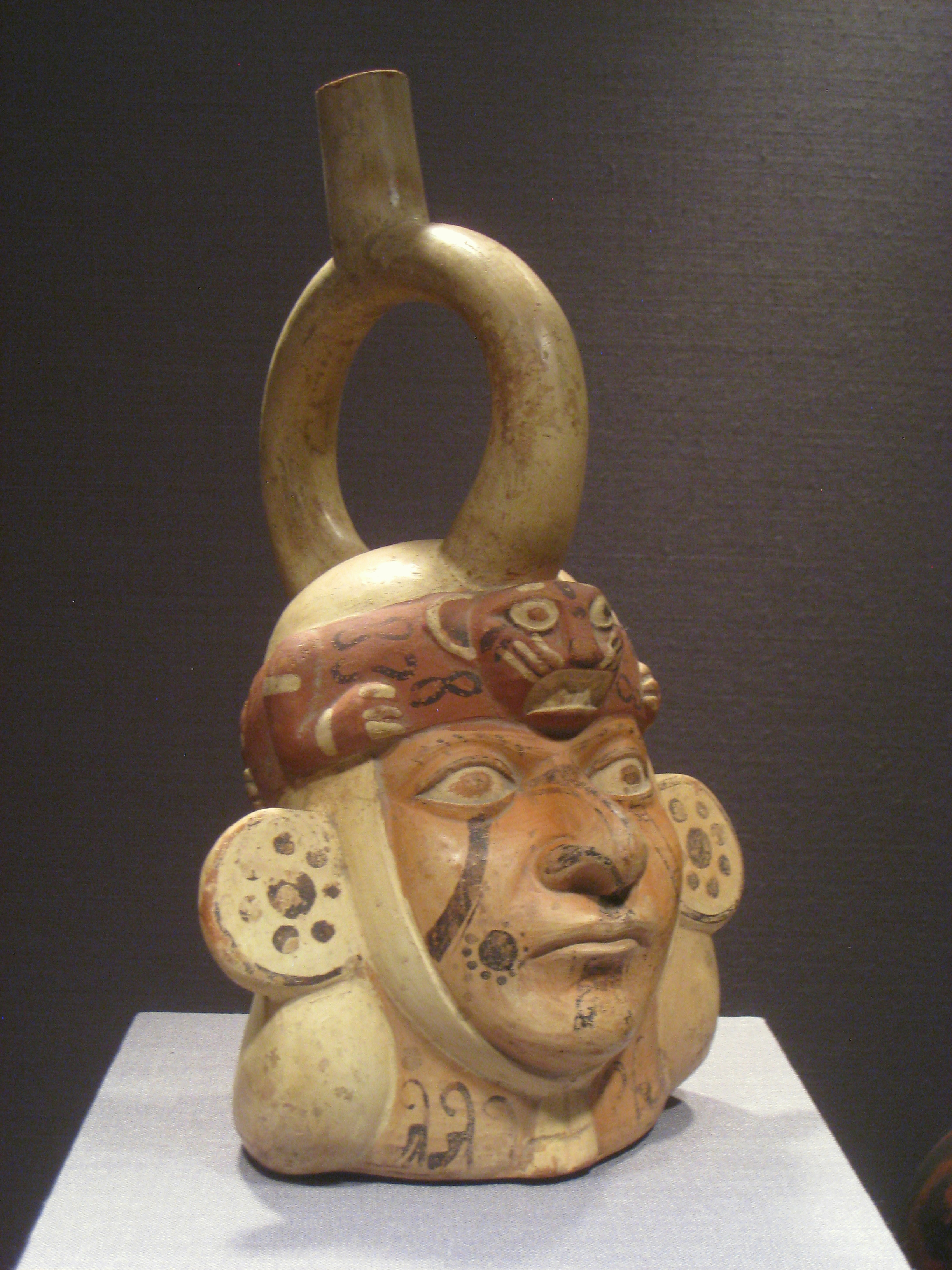
Museo de Arte de Worcester ( Estados Unidos)
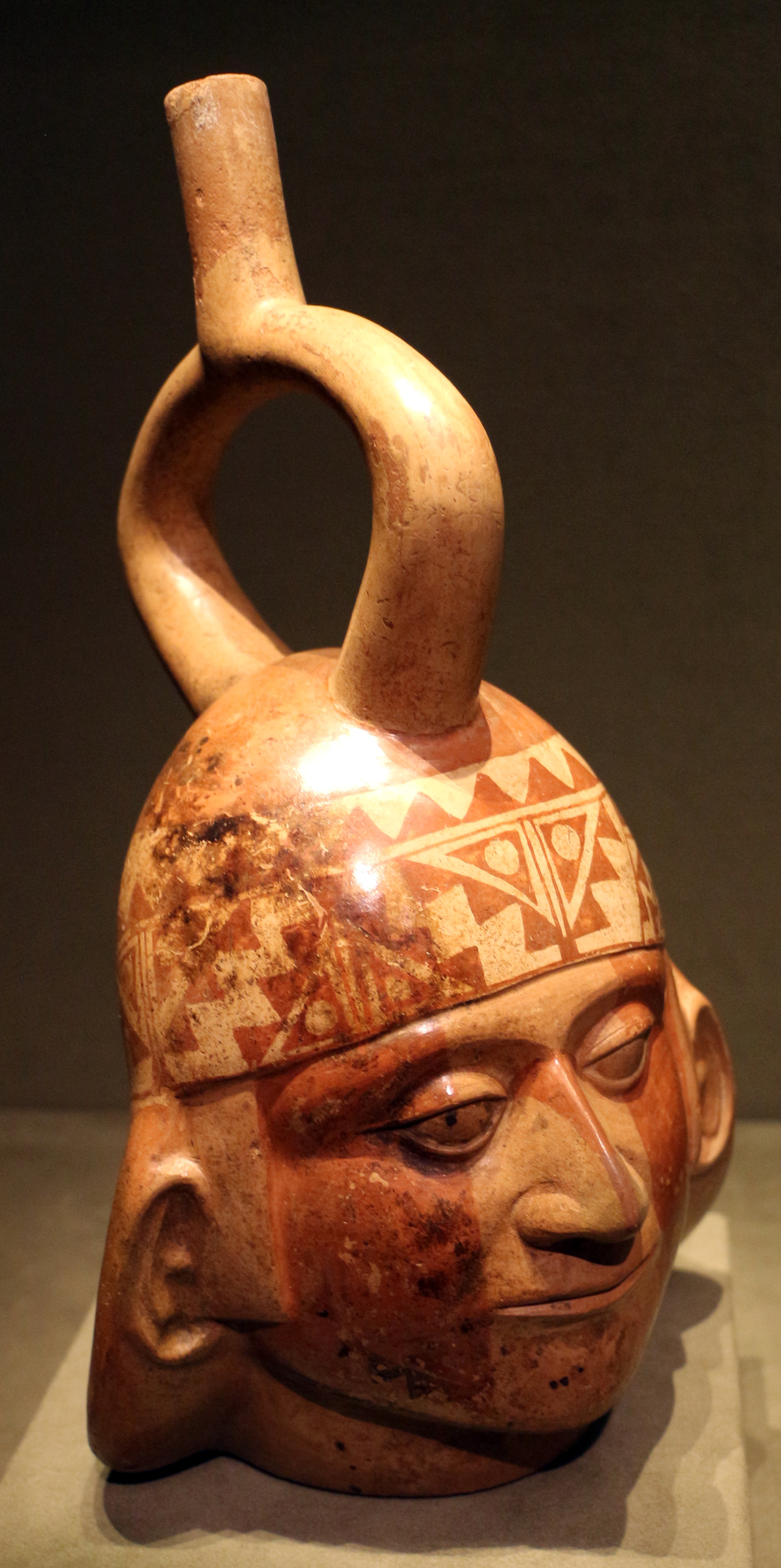
Museo de Arte de Cleveland ( Estados Unidos)
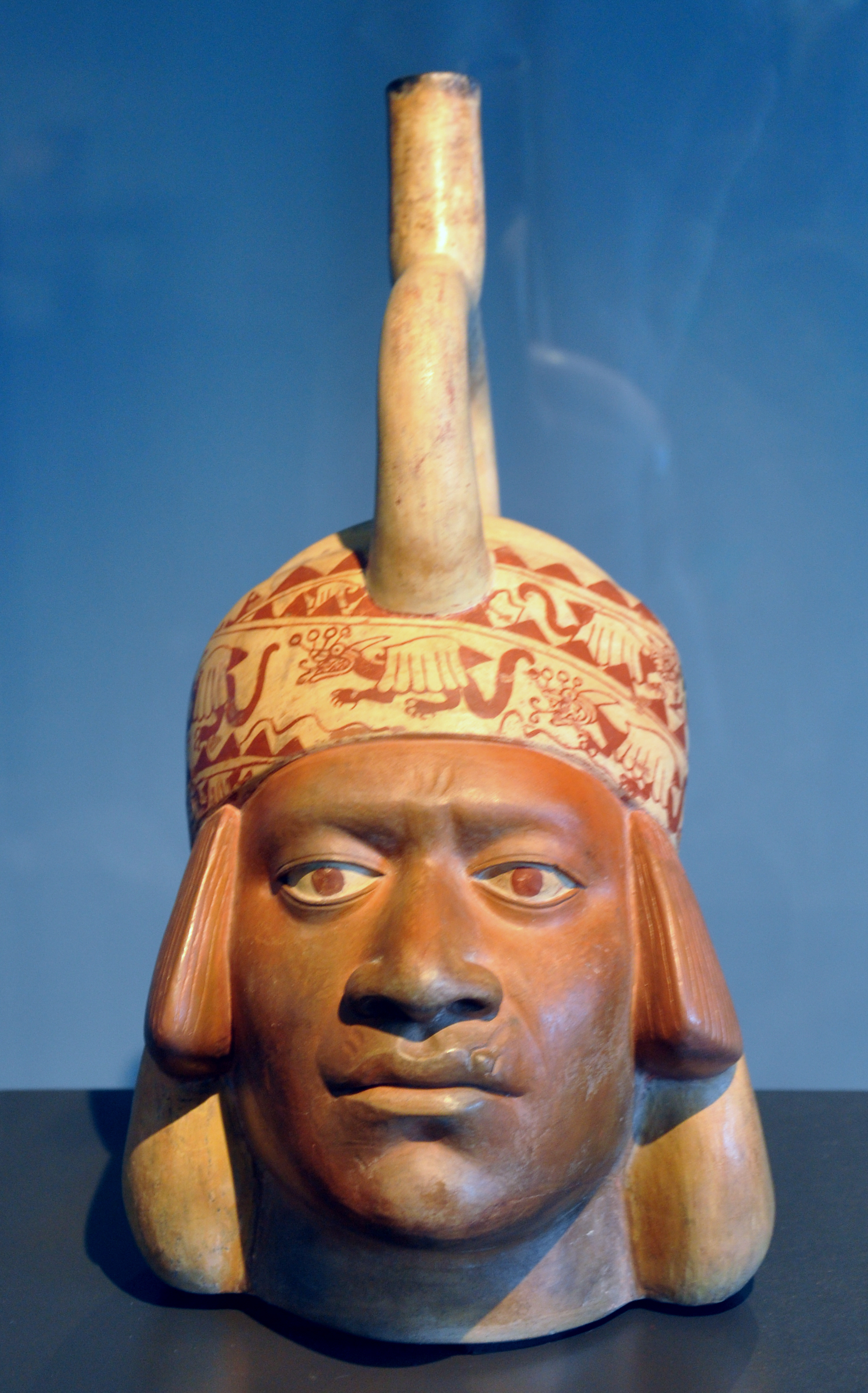
Museo Rietberg
( Suiza)
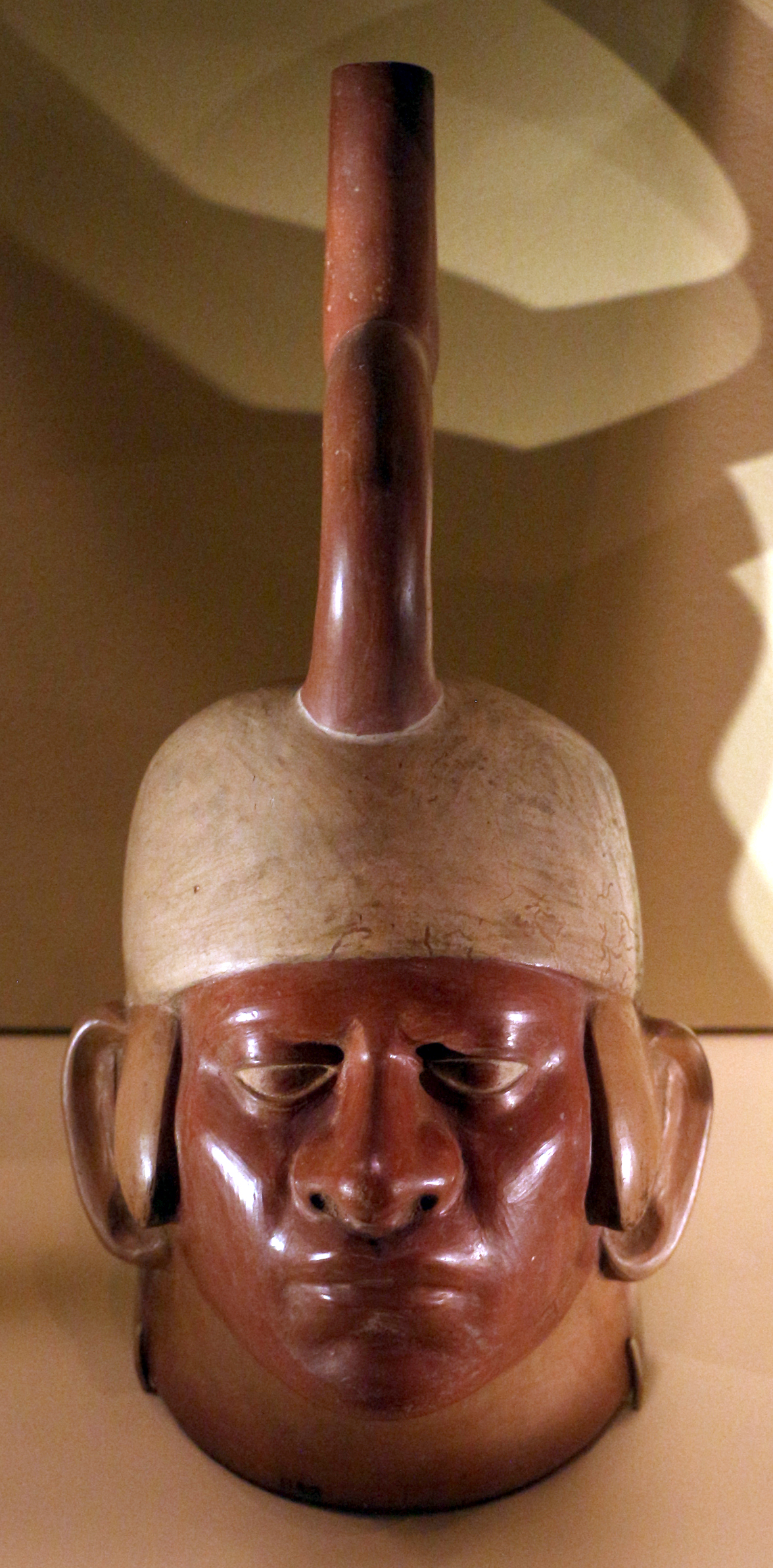
Museo Field de Historia Natural ( Estados Unidos)
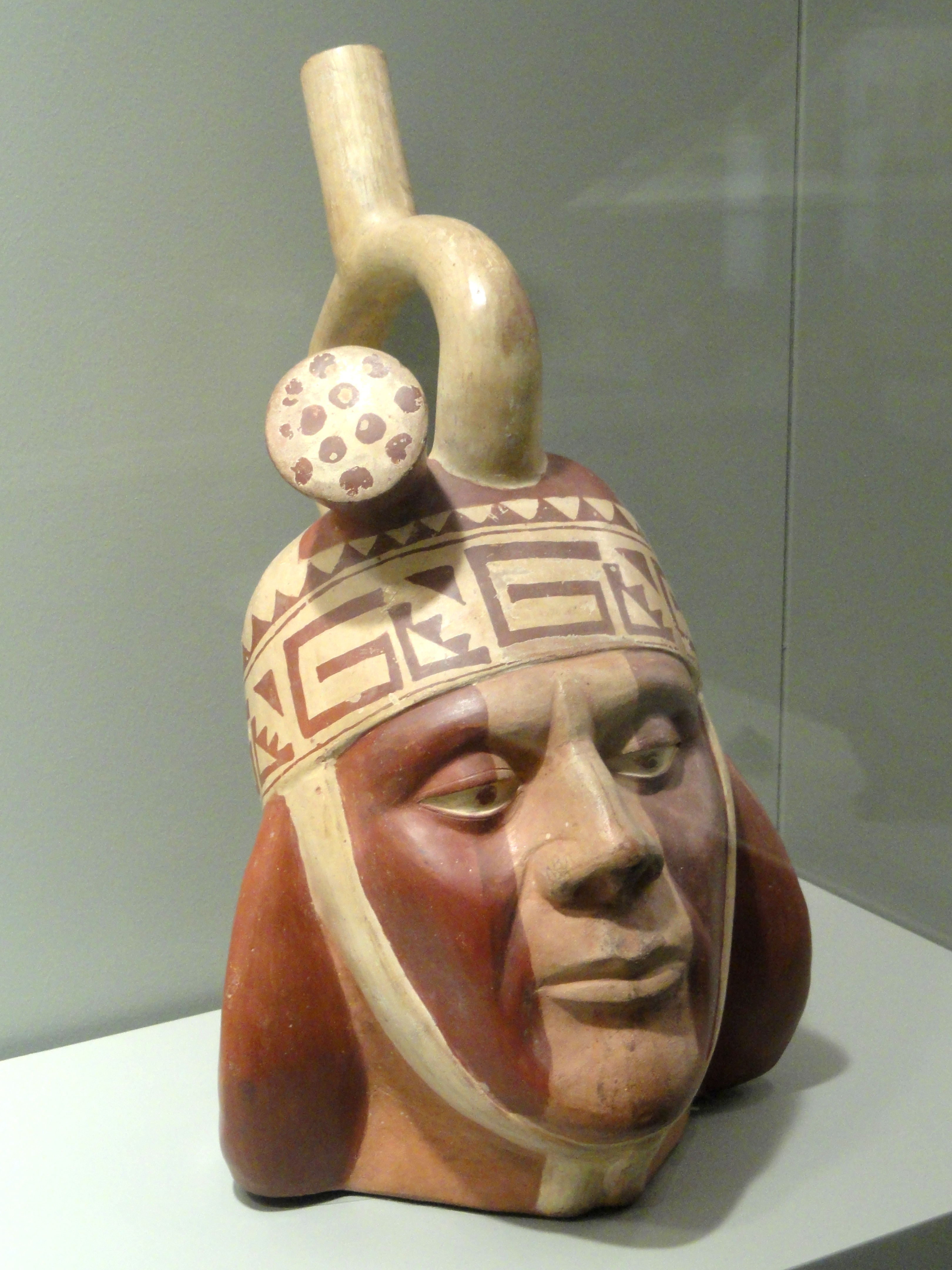
Museo Gardiner ( Canadá)
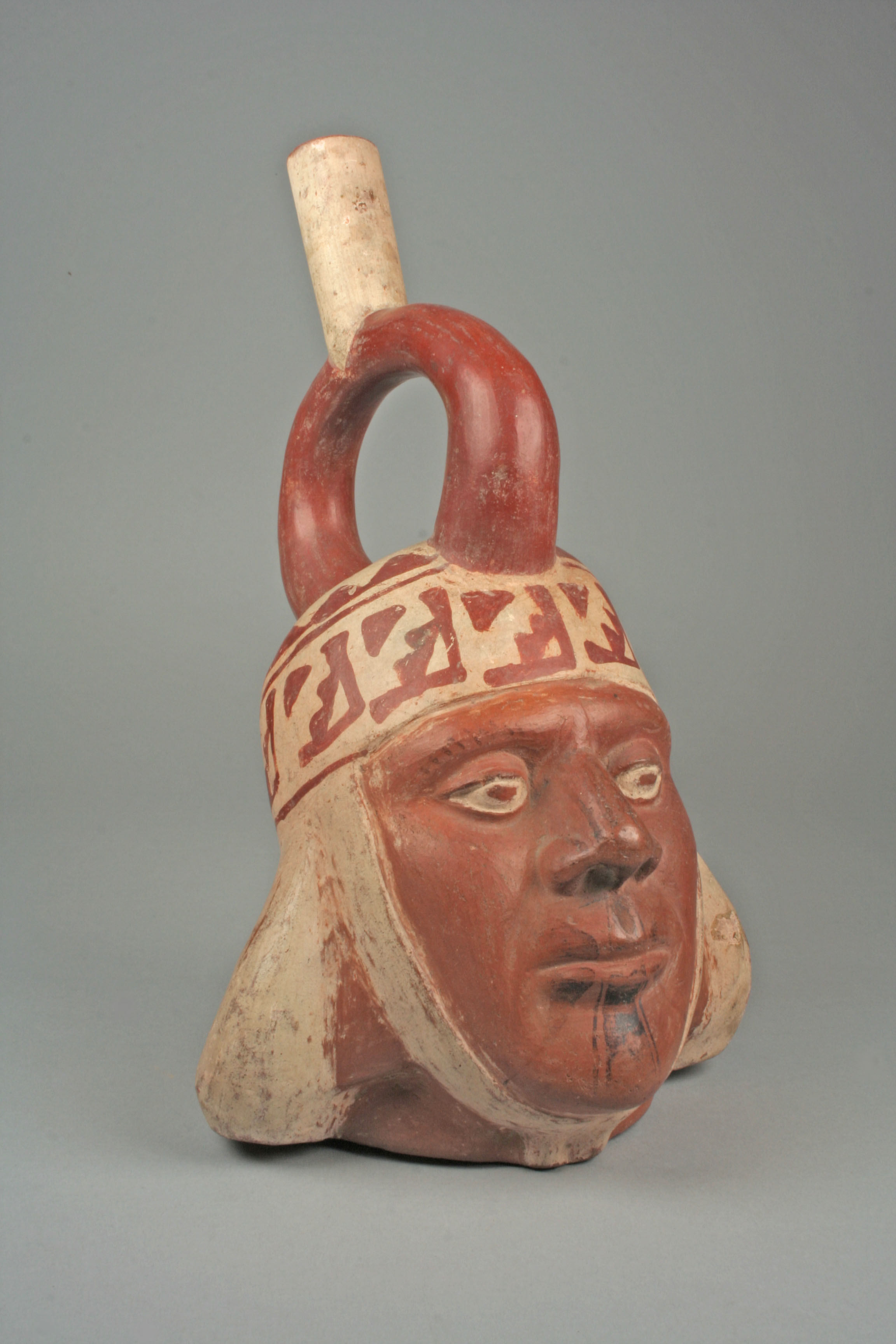
Museo Metropolitano de Arte ( Estados Unidos)
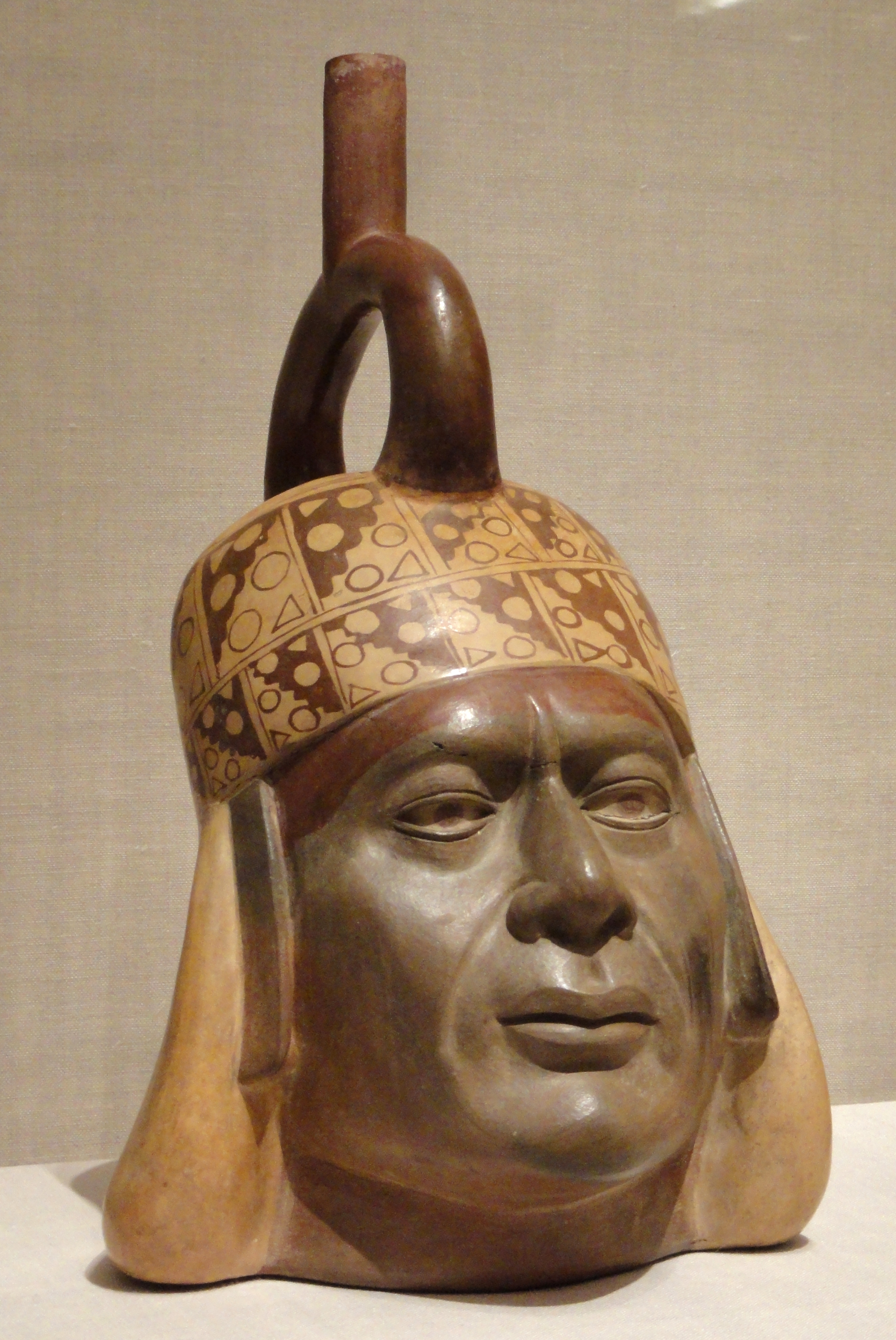
Instituto de Arte de Chicago ( Estados Unidos)
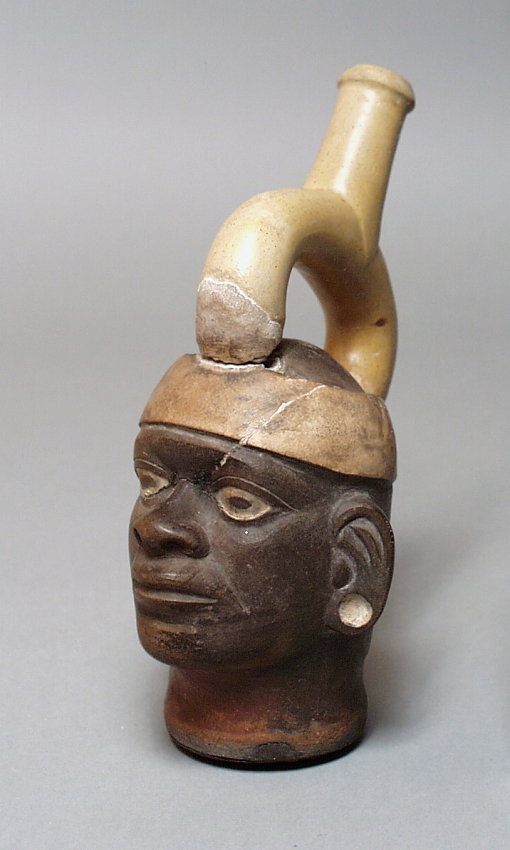
Museo de Arte del Condado de Los Ángeles ( Estados Unidos)
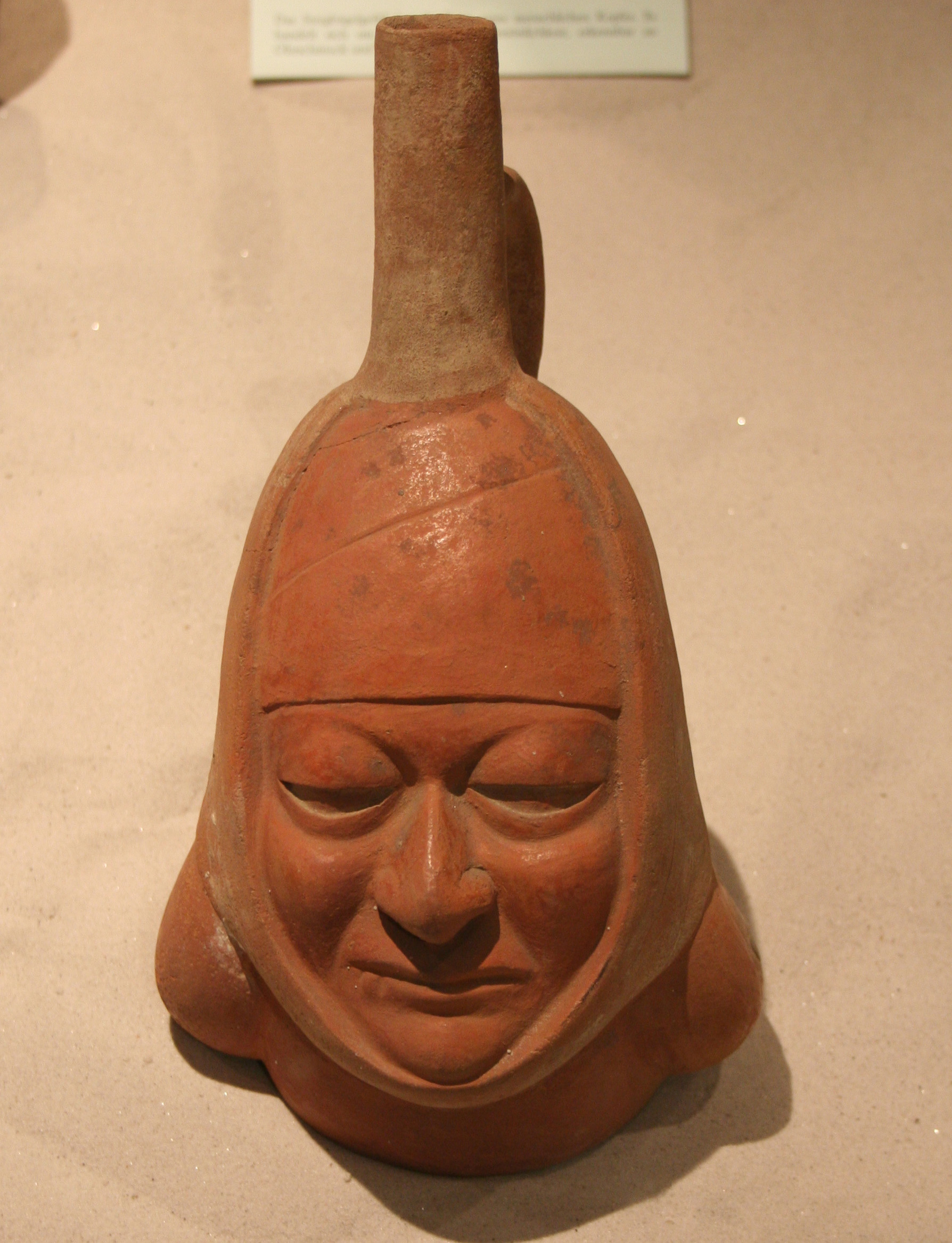
Roemer- und Pelizaeus-Museum Hildesheim ( Alemania)
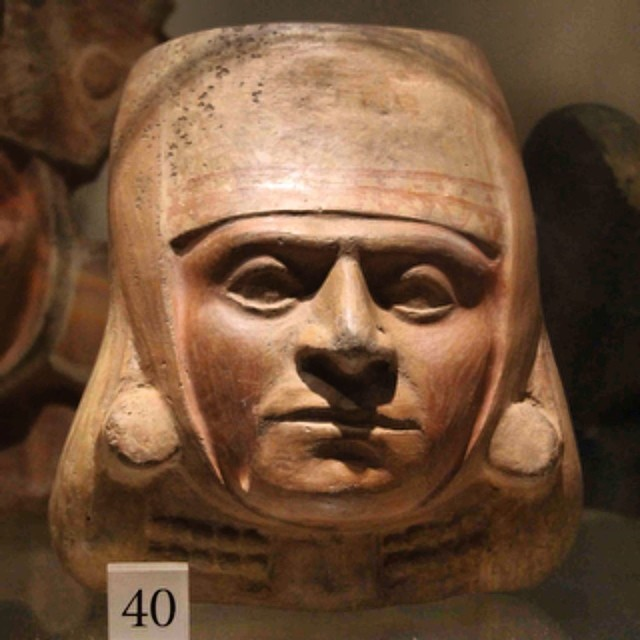
Museo de Mánchester ( Reino Unido)
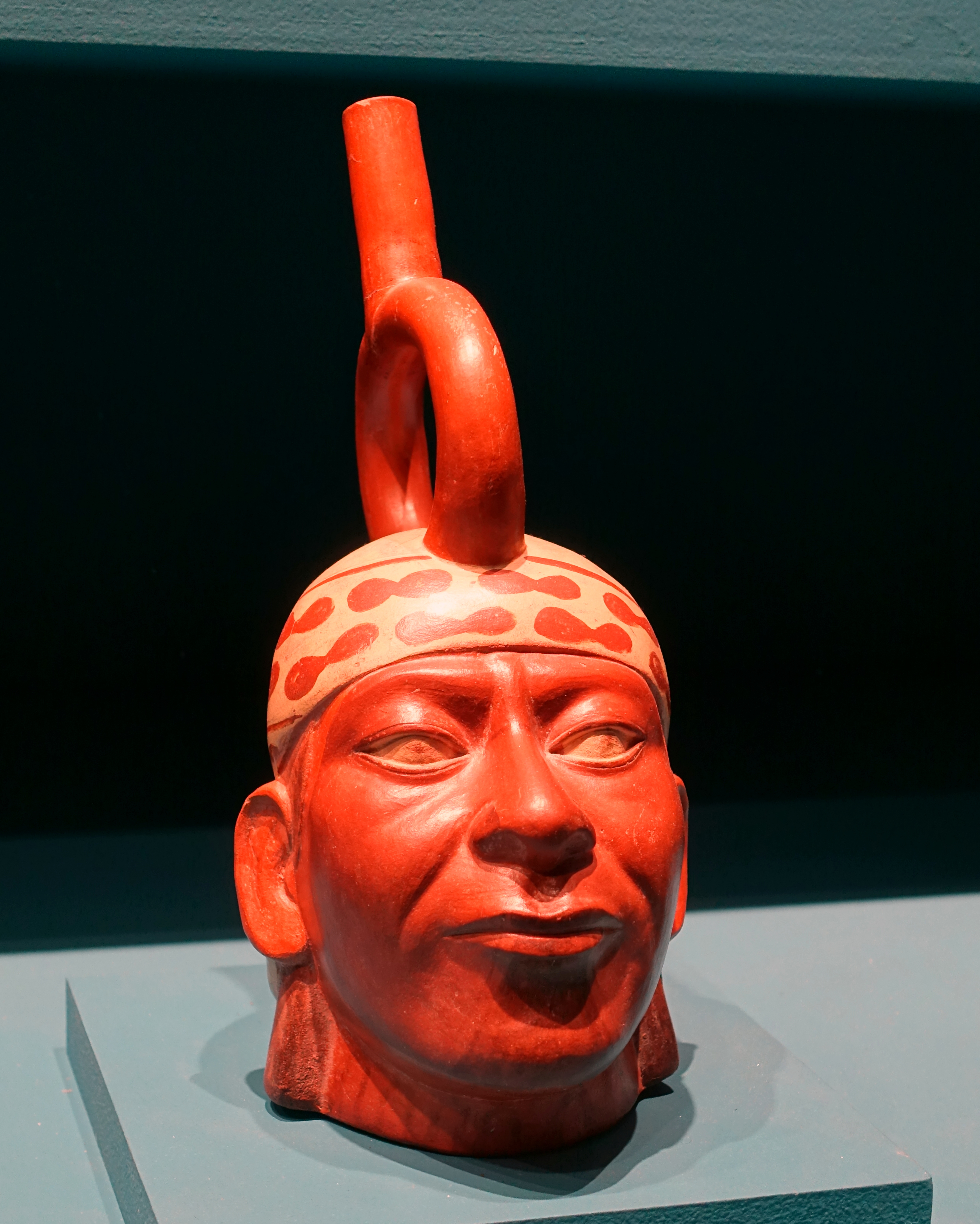
Museo Fowler
( Estados Unidos)
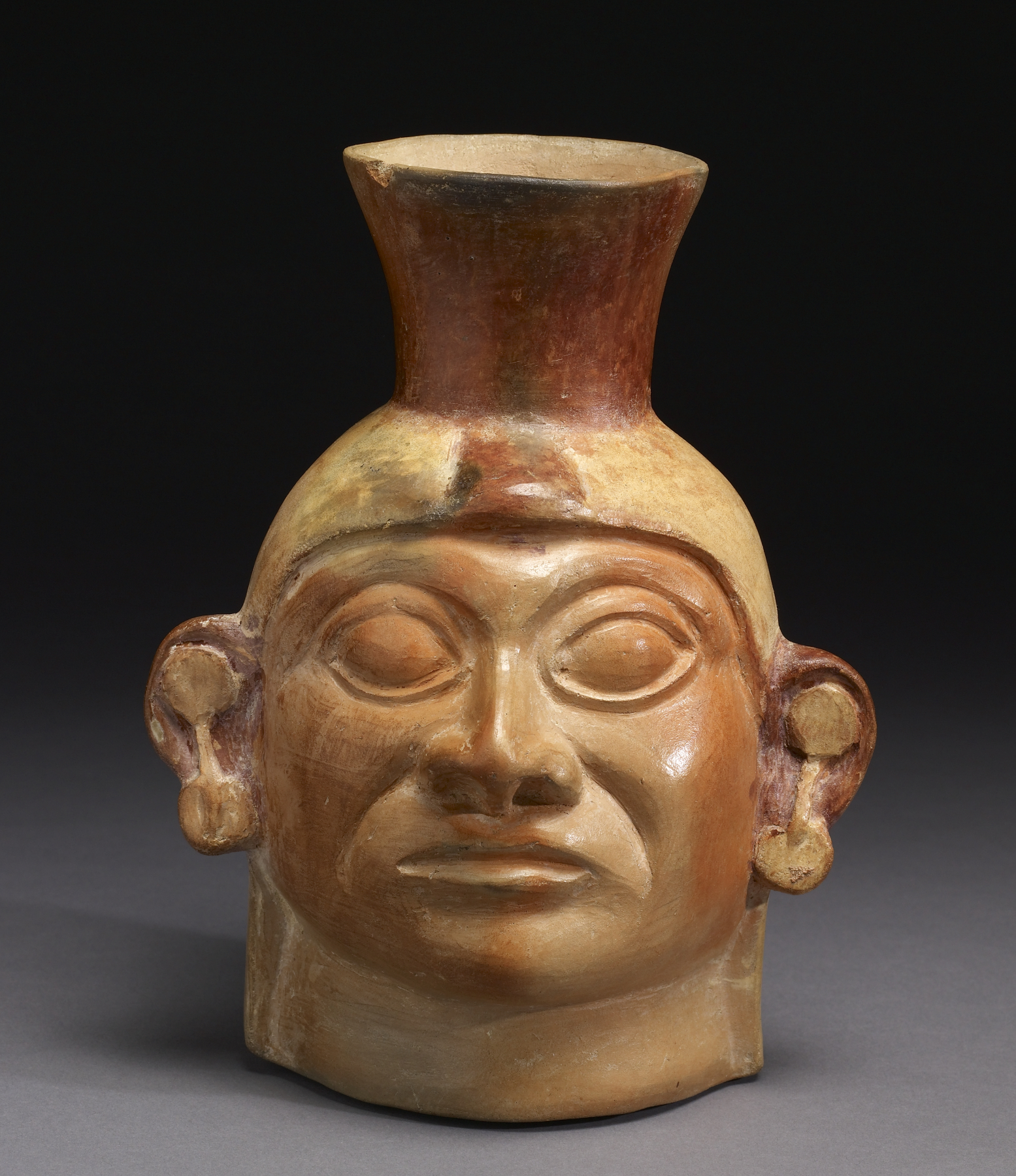
Museo Walters ( Estados Unidos)